# Овальне вікно
Ова́льне вікно́ (лат. fenestra ovalis), вікно́ при́сі́нка (fenestra vestibuli) — закритий перетинкою отвір, що сполучає середнє вухо з присінком внутрішнього вуха. До овального вікна прилягає основа стремінця — однієї зі слухових кісточок, що передають звукові коливання від барабанної перетинки до внутрішнього вуха. Коли коливання досягають овального вікна, вони посилюються кісточками в понад 10 разів.